# Echipa națională de fotbal a Republicii Seychelles
Echipa națională de fotbal a Republicii Seychelles este naționala de fotbal a Seychelles și este controlată de Federația de Fotbal a Republicii Seychelles. Este membră a CAF, iar meciurile de acasă le joacă pe Stade Linité.

## Campioantul Mondial
- 1930 până la 1998 - Nu a participat
- 2002 până la 2010 - Nu s-a calificat

## African Nations Cup record
- 1957 până la 1988 - Nu a participat
- 1990 - Nu s-a calificat
- 1992 - S-a retras
- 1994 - Nu a participat
- 1996 - S-a retras
- 1998 - Nu s-a calificat
- 2000 până la 2002 - Nu a participat
- 2004 până la 2010 - Nu s-a calificat
- 2012 - Nu a participat